# Angostura Guía
Angostura Guía är ett trångt sund i Chile.   Det ligger i regionen Región de Magallanes y de la Antártica Chilena, i den södra delen av landet, 1 900 km söder om huvudstaden Santiago de Chile.
I omgivningarna runt Angostura Guía växer i huvudsak barrskog. Trakten runt Angostura Guía är nära nog obefolkad, med mindre än två invånare per kvadratkilometer.